# Карбиды
Карби́ды — соединения металлов и неметаллов с углеродом. Традиционно к карбидам относят соединения, где углерод имеет бо́льшую электроотрицательность, чем второй элемент (таким образом из карбидов исключаются такие соединения углерода, как оксиды, галогениды и т. п.).
Карбиды — это кристаллические тела. Природа химической связи в них может быть различной. Например, карбиды многих металлов, относящихся к главной подгруппе I, II, III групп периодической системы Д. И. Менделеева, являются солеобразными соединениями, в которых преобладает ионная связь. К ним можно отнести карбид алюминия и карбид кальция.
В карбиде кремния и карбиде бора — ковалентная межатомарная связь. Отличительными свойствами этих веществ являются высокая твердость, тугоплавкость, а также химическая инертность.
А вот большинство металлов, которые находятся в побочной подгруппе IV—VIII групп периодической системы химических элементов, образуют такие карбиды, в которых связь между атомами близка к металлической. Из этого следует, что карбиды в некотором отношении похожи по свойствам с металлами (обладают значительной электропроводимостью, имеют высокую твердость, а также тугоплавкость). Карбиды из этой группы применяют во многих отраслях промышленности.

## Свойства
Карбиды — тугоплавкие твёрдые вещества. Они нелетучи и нерастворимы ни в одном из известных растворителей. Карбиды бора и кремния (В4С и SiC), титана, вольфрама, циркония (TiC, WC и ZrC соответственно) обладают высокой твёрдостью, жаростойкостью, химической инертностью. Карбид гафния HfC является одним из самых тугоплавких материалов: плавится при температуре 3959 ±84 °C.

## Применение
Карбиды применяют в производстве чугунов и сталей, керамики, различных сплавов, как абразивные и шлифующие материалы, как восстановители, раскислители, катализаторы и др. WC и TiC входят в состав твёрдых сплавов, из которых готовят режущий инструмент; карбид кальция СаС2 используют для получения ацетилена; из карбида кремния SiC (карборунд) готовят шлифовальные круги и другие абразивы; карбид железа Fe3C (цементит) входит в состав чугунов и сталей, из карбида вольфрама и карбида хрома производят порошки, используемые при газотермическом напылении.

## Разновидности

### Солеобразные (Ионные)
Солеобразные карбиды образуются с металлами I и II групп, а также алюминием, редкоземельными элементами и актиноидами.
Обычно разлагаются водой и кислотами с выделением углеводородов, некоторые, например, карбиды натрия, калия, цезия, — очень бурно.

#### Метаниды
Метаниды — ионные карбиды, являющиеся производными метана.
В чистом виде бесцветны и прозрачны.
В воде или разбавленных кислотах разлагаются с образованием метана.
Примерами метанидов являются карбид алюминия (Al4C3), карбид бериллия (Be2C) и карбид магния (Mg2C).

#### Ацетилениды
Ацетилениды — ионные карбиды, являющиеся производными ацетилена (этина).
Активно гидролизуются с образованием ацетилена.
Наибольшее практическое значение имеет карбид (ацетиленид) кальция CaC2. Другие примеры: Nb2C.

### Ковалентные
Углерод образует ковалентные карбиды с бором и кремнием. Примером ковалентного карбида может служить карборунд (SiC).
Ковалентные карбиды обычно химически инертны.

### Металлоподобные
Металлоподобные карбиды образуются с металлами IV—VII групп, а также никелем, железом и кобальтом, например, цементит (Fe3C). Они имеют нестехиометрический состав. Имеют промежуточную химическую активность.

## Примеры
- Карбид трилютеция с формулой Lu3C, кристаллы.
- Карбид диплатины с формулой Pt2C, кристаллы.
- Карбид цинка - ZnC2, порошок.
- Карбид рутения с формулой RuC, кристаллы.
- Карбид рения с формулой ReC, кристаллы.
- Карбид протактиния с формулой PaC, кристаллы.